# Ледецкая, Эстер
Э́стер Ле́децкая (чеш. Ester Ledecká; род. 23 марта 1995, Прага) — чешская сноубордистка и горнолыжница; трёхкратная олимпийская чемпионка (дважды — в параллельном гигантском слаломе в сноуборде, а также в горнолыжном спорте в супергиганте), трёхкратная чемпионка мира по сноуборду в параллельных дисциплинах, четырёхкратная обладательница Кубка мира по сноуборду в параллельных дисциплинах, многократная победительница этапов Кубка мира по сноуборду. Первая в истории женщина, выигравшая олимпийское золото на одних зимних Играх в двух разных дисциплинах (на разных зимних Играх среди женщин это ранее удавалось лыжнице и биатлонистке Анфисе Резцовой).
В 2018 и 2022 годах была признана спортивной персоной года в Чехии (общая награда среди мужчин и женщин).

## Семья
Отец — известный чешский певец и гитарист Янек Ледецкий. Дед Ян Клапач — двукратный призёр Олимпийских игр, чемпион мира 1972 года в составе сборной Чехословакии по хоккею с шайбой.

## Спортивная карьера

### Сноуборд

#### Юниорские достижения
| Год  | Место проведения  | Возраст | ПСЛ | ПГС | СК |
| ---- | ----------------- | ------- | --- | --- | -- |
| 2011 | ЮЧМ Вальмаленко   | U19     | DNS | DNS | -  |
| 2011 | ЕЮОФ Рейдис       | U18     | •   | 1   | 5  |
| 2012 | ЮЧМ Сьерра-Невада | U19     | 8   | 12  | -  |
| 2013 | ЮЧМ Эрзурум       | U19     | 1   | 1   | -  |

#### Победы на этапах Кубка мира (24)
| №  | Сезон   | Дата        | Место проведения  | Дисциплина                          |
| -- | ------- | ----------- | ----------------- | ----------------------------------- |
| 1  | 2013/14 | 18 янв 2014 | Рогла             | Параллельный гигантский слалом      |
| 2  | 2014/15 | 9 янв 2015  | Бадгастайн        | Параллельный слалом                 |
| 3  | 2014/15 | 7 фев 2015  | Зудельфельд       | Параллельный гигантский слалом (2)  |
| 4  | 2015/16 | 12 дек 2015 | Карецца           | Параллельный гигантский слалом (3)  |
| 5  | 2015/16 | 23 янв 2016 | Рогла             | Параллельный гигантский слалом (4)  |
| 6  | 2015/16 | 27 фев 2016 | Кайсери           | Параллельный гигантский слалом (5)  |
| 7  | 2016/17 | 17 дек 2016 | Кортина-д’Ампеццо | Параллельный слалом (2)             |
| 8  | 2016/17 | 28 янв 2017 | Рогла             | Параллельный гигантский слалом (6)  |
| 9  | 2016/17 | 5 мар 2017  | Кайсери           | Параллельный гигантский слалом (7)  |
| 10 | 2017/18 | 14 дек 2017 | Карецца           | Параллельный гигантский слалом (8)  |
| 11 | 2017/18 | 15 дек 2017 | Кортина-д’Ампеццо | Параллельный гигантский слалом (9)  |
| 12 | 2017/18 | 5 янв 2018  | Лаккенхоф         | Параллельный гигантский слалом (10) |
| 13 | 2017/18 | 20 янв 2018 | Рогла             | Параллельный гигантский слалом (11) |
| 14 | 2017/18 | 26 янв 2018 | Банско            | Параллельный гигантский слалом (12) |
| 15 | 2017/18 | 10 мар 2018 | Шкуоль            | Параллельный гигантский слалом (13) |
| 16 | 2018/19 | 15 дек 2018 | Кортина-д’Ампеццо | Параллельный гигантский слалом (14) |
| 17 | 2018/19 | 16 фев 2019 | Пхёнчхан          | Параллельный гигантский слалом (15) |
| 18 | 2019/20 | 18 янв 2020 | Рогла             | Параллельный гигантский слалом (16) |
| 19 | 2020/21 | 12 дек 2020 | Кортина-д’Ампеццо | Параллельный гигантский слалом (17) |
| 20 | 2021/22 | 18 дек 2021 | Кортина-д’Ампеццо | Параллельный гигантский слалом (18) |
| 21 | 2022/23 | 18 мар 2023 | Берхтесгаден      | Параллельный слалом (3)             |
| 22 | 2023/24 | 20 янв 2024 | Пампорово         | Параллельный слалом (4)             |
| 23 | 2023/24 | 21 янв 2024 | Пампорово         | Параллельный слалом (5)             |
| 24 | 2023/24 | 9 мар 2024  | Винтерберг        | Параллельный слалом (6)             |

#### Результаты выступлений в Кубке мира
| 2015-16 Итоги | 2015-16 Итоги | Карезза | Кортина-д`Ампеццо | Бад Гаштайн | Бад Гаштайн | Рогла | Москва | Яуэрлинг | Яуэрлинг | Кайсери | Винтерберг |
| Очков         | Место         | ПГС     | ПСЛ               | ПСЛ         | КГ/ПСЛ      | ПГС   | ПСЛ    | ПСЛ      | КГ/ПСЛ   | ПГС     | ПСЛ        |
| 4750          | 1             | 1       | 4                 | 9           | -           | 1     | 3      | CANC     | CANC     | 1       | 7          |

| 2014-15 Итоги | 2014-15 Итоги | Карезза | Монтафон | Монтафон | Бад Гаштайн | Бад Гаштайн | ЧМ Крайшберг | ЧМ Крайшберг | Рогла | Сюделфельд | Асахикава | Асахикава | Москва | Винтерберг |
| Очков         | Место         | ПГС     | ПСЛ      | КГ/ПСЛ   | ПСЛ         | КГ/ПСЛ      | ПГС          | ПСЛ          | ПГС   | ПГС        | ПГС       | ПСЛ       | ПСЛ    | ПСЛ        |
| 3900          | 3             | DNS     | -        | -        | 1           | -           | 5            | 1            | 5     | 1          | 3         | 4         | 9      | 25         |

| 2013-14 Итоги | 2013-14 Итоги | Карезза | Карезза | Бад Гаштайн | Бад Гаштайн | Рогла | Сюделфельд | ОИ Сочи | ОИ Сочи | Ла-Молина |
| Очков         | Место         | ПГС     | ПСЛ     | ПСЛ         | ПСЛ         | ПГС   | ПГС        | ПГС     | ПСЛ     | ПГС       |
| 3700          | 2             | 6       | 5       | 2           | 3           | 1     | 5          | 7       | 6       | CANC      |

| 2012-13 Итоги | 2012-13 Итоги | Карезза | Бад Гаштайн | Бад Гаштайн | ЧМ Стоунхем | ЧМ Стоунхем | Сюделфельд | Рогла | Сочи | Сочи | Москва | Ароза | Ла Молина | Сьерра-Невада |
| Очков         | Место         | ПГС     | ПСЛ         | ПСЛ         | ПГС         | ПСЛ         | ПГС        | ПГС   | ПГС  | ПСЛ  | ПСЛ    | ПГС   | ПГС       | ПГС           |
| 1580          | 15            | 13      | 35          | 14          | 16          | 17          | CANC       | 11    | 6    | CANC | 7      | 13    | -         | -             |

### Горнолыжный спорт
В Кубке мира по горнолыжному спорту дебютировала в Гармиш-Партенкирхене 6 февраля 2016 года в возрасте 20 лет и сразу сумела набрать очки, заняв 24-е место в скоростном спуске.
На чемпионате мира 2017 года в Санкт-Морице выступала в пяти видах программы, лучшее достижение в личных дисциплинах — 20-е место в комбинации.

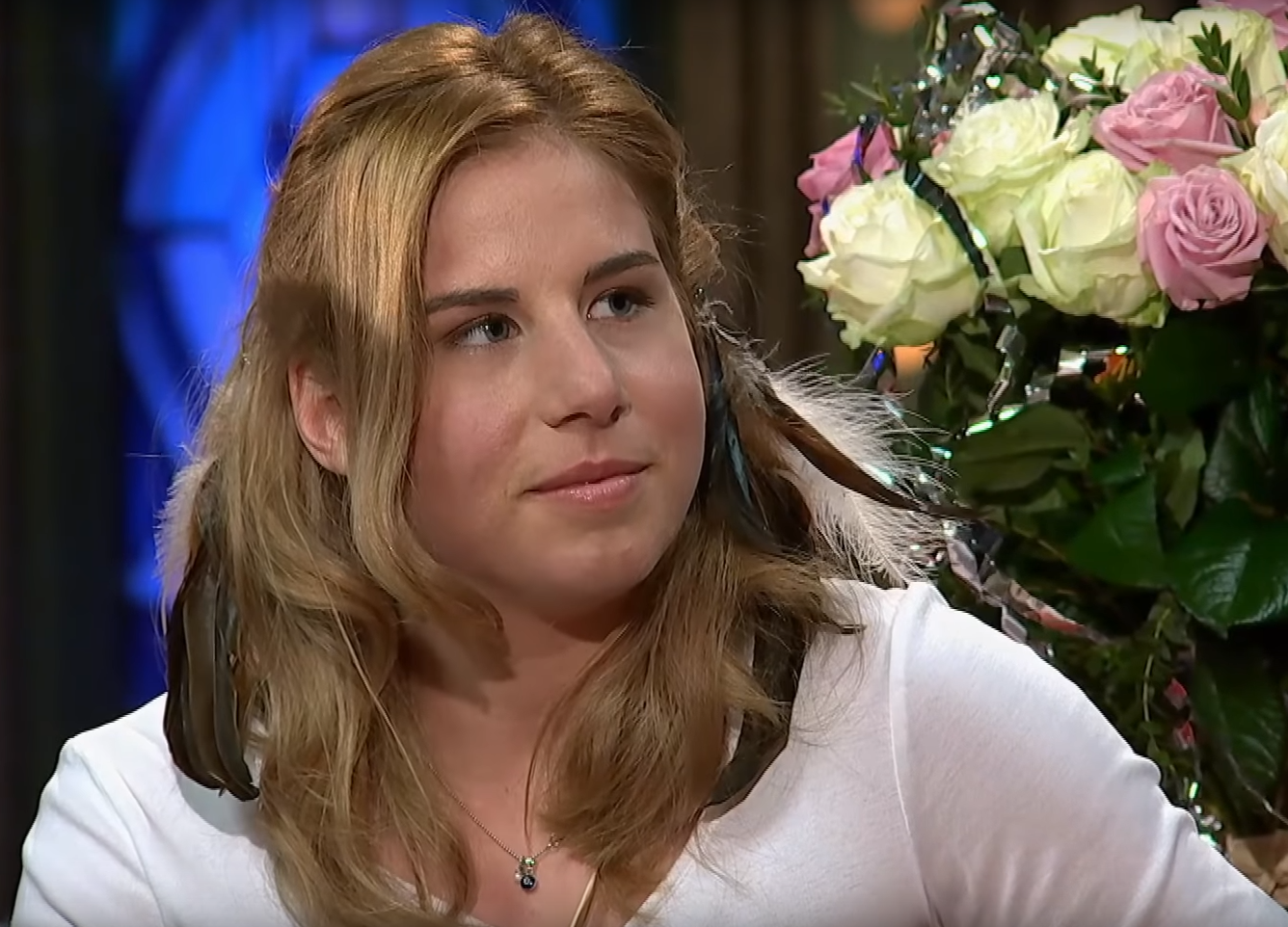
2018 год

17 февраля 2018 года на Олимпийских играх в Пхёнчхане Ледецкая сенсационно завоевала золото в супергиганте, на 0,01 сек опередив Анну Файт. К этому моменту Эстер всего лишь один раз попадала в 10-ку лучших на этапах Кубка мира (седьмое место в скоростном спуске 2 декабря 2017 года в Канаде). Спустя семь дней Эстер выиграла олимпийское золото в сноуборде.
На чемпионате мира 2019 года в Оре выступала в трёх видах, лучшее достижение — 15-е место в комбинации. В супергиганте Ледецкая заняла только 27-е место среди 29 финишировавших.
6 декабря 2019 года впервые стала победительницей этапа Кубка мира по горным лыжам, выиграв скоростной спуск в канадском Лейк-Луизе. В сезоне 2019/20 заняла 10-е место в общем зачёте Кубка мира, а также второе место в зачёте скоростного спуска и третье место в зачёте комбинации.
20 декабря 2020 года в Валь-д’Изере выиграла этап Кубка мира в супергиганте, на 0,03 сек опередив швейцарцу Коринн Зутер. 22 января 2021 года заняла второе место в скоростном спуске в Кран-Монтане, 0,20 сек уступив Софии Годже.
11 февраля 2021 года на чемпионате мира в Италии заняла четвёртое место в супергиганте, всего 0,06 сек уступив бронзовому призёру Микаэле Шиффрин. Через два дня Эстер стала четвёртой в скоростном спуске, проиграв 0,07 сек бронзовому призёру Ларе Гут-Бехрами.
На Олимпийских играх 2022 года Ледецкая вновь была близка к медали в супергиганте, она заняла пятое место, уступив 0,13 сек бронзовому призёру Мишель Гизин. В скоростном спуске допустила ошибку на трассе и заняла только 27-е место. В комбинации заняла четвёртое место, хотя единственная среди всех участниц вошла в топ-5 лучших результатов и в скоростном спуске (2-е время) и в слаломе (5-е время).
26 февраля 2022 года Ледецкая выиграла скоростной спуск на этапе Кубка мира в Кран-Монтане.
Ледецкая пропустила почти весь сезон 2022/23 (включая чемпионаты мира) и в сноуборде, и в горнолыжном спорте из-за травмы ключицы. В сноуборде она успела вернуться на трассы в марте 2023 года и выиграть один этап Кубка мира в параллельном слаломе.
В Кубке мира по горнолыжному спорту возобновила выступления в декабре 2023 года, пропустив более 1,5 лет. 3 марта 2024 года стала третьей в супергиганте на этапе в Норвегии. 22 марта, за день до своего дня рождения, выиграла супергигант на заключительном этапе Кубка мира в Зальбахе, одержав первую за 2 с лишним года победу в Кубке мира.
11 января 2025 года стала третьей в скоростном спуске в Санкт-Антоне. На чемпионате мира 2025 года в Зальбахе завоевала бронзовую медаль в скоростном спуске. 

#### Результаты на крупнейших соревнованиях

##### Зимние Олимпийские игры
| Олимпийские игры | Скоростной спуск | Супергигант | Гигантский слалом | Слалом | Комбинация | Команды |
| ---------------- | ---------------- | ----------- | ----------------- | ------ | ---------- | ------- |
| 2018 Пхёнчхан    | —                | 1           | 23                | —      | —          | —       |
| 2022 Пекин       | 27               | 5           | —                 | —      | 4          | —       |

##### Чемпионаты мира
| Чемпионат мира         | Скоростной спуск          | Супергигант               | Гигантский слалом         | Слалом                    | Комбинация                | Команды                   | Паралл. гигантский слалом |
| ---------------------- | ------------------------- | ------------------------- | ------------------------- | ------------------------- | ------------------------- | ------------------------- | ------------------------- |
| 2017 Санкт-Мориц       | 21                        | 29                        | 37                        | —                         | 20                        | 1/8                       | н/д                       |
| 2019 Оре               | 17                        | 27                        | —                         | —                         | 15                        | —                         | н/д                       |
| 2021 Кортина-д’Ампеццо | 4                         | 4                         | —                         | —                         | 8                         | —                         | —                         |
| 2023 Мерибель          | не выступала из-за травмы | не выступала из-за травмы | не выступала из-за травмы | не выступала из-за травмы | не выступала из-за травмы | не выступала из-за травмы | не выступала из-за травмы |
| 2025 Зальбах           | 3                         | 7                         | —                         | —                         | —                         | —                         | н/д                       |

##### Попадания в тройку лучших на этапах Кубка мира (11)
| №  | Сезон   | Дата         | Место проведения        | Дисциплина       | Место |
| -- | ------- | ------------ | ----------------------- | ---------------- | ----- |
| 1  | 2019/20 | 6 дек 2019   | Лейк-Луиз               | Скоростной спуск | 1     |
| 2  | 2019/20 | 8 фев 2020   | Гармиш-Партенкирхен     | Скоростной спуск | 3     |
| 3  | 2019/20 | 23 фев 2020  | Кран-Монтана            | Комбинация       | 3     |
| 4  | 2020/21 | 20 дек 2020  | Валь-д’Изер             | Супергигант      | 1     |
| 5  | 2020/21 | 22 янв 2021  | Кран-Монтана            | Скоростной спуск | 2     |
| 6  | 2021/22 | 22 янв 2022  | Кортина-д’Ампеццо       | Скоростной спуск | 3     |
| 7  | 2021/22 | 26 фев 2022  | Кран-Монтана            | Скоростной спуск | 1     |
| 8  | 2021/22 | 27 февр 2022 | Кран-Монтана            | Скоростной спуск | 2     |
| 9  | 2023/24 | 3 мар 2024   | Квитфьелль              | Супергигант      | 3     |
| 10 | 2023/24 | 22 мар 2024  | Зальбах                 | Супергигант      | 1     |
| 11 | 2024/25 | 11 янв 2025  | Санкт-Антон-ам-Арльберг | Скоростной спуск | 3     |